# Frontend og backend
Frontend og backend er begreber som anvendes indenfor it-industrien til at betegne den aktivitet, der sker af eller tæt på brugeren (brugergrænsefladeorienteret aktivitet – front-end) og selve den grundlæggende aktivitet (ofte på serverniveau – back-end).
Frontend associeres ofte med webbaserede softwaremoduler baseret på HTML, CSS og JavaScript, da disse typer programmering alle afvikles af klienten - oftest brugerens internetbrowser - snarere end af serveren. Udviklerne af disse dele kaldes webudviklere eller webdesignere. Til sammenligning anvendes PHP og databaseprogrammering (såsom MySQL og lignende) på serveren, hvorfor kodning i disse sprog normalt udgør backend.
| It | Spire Denne it-artikel er en spire som bør udbygges. Du er velkommen til at hjælpe Wikipedia ved at udvide den. |